# Jaromír Zmrhal
Jaromír Zmrhal (n. 2 august 1993, Žatec, Boemia de Nord⁠(d), Cehia) este un fotbalist ceh care joacă pe postul de mijlocaș pentru Slavia Praga. El poate juca ca mijlocaș central sau stânga.

## Cariera pe echipe

### Slavia Praga
Jaromír Zmrhal a intrat în prima echipă a echipei Slavia Prague în 2012, debutând în campionat pe 4 august într-un meci din deplasare, scor 2-2 în Prima Ligă din Cehia cu Baník Ostrava. El a înscris primul gol în campionat trei săptămâni mai târziu într-o victorie scor 5-0 împotriva lui FC Zbrojovka Brno. A jucat în 83 din cele 90 de meciuri de campionat din următoarele trei sezoane, marcând cinci goluri. În sezonul 2015-2016, a marcat golul câștigător în derby-ul Slavia - Sparta, de pe 27 septembrie 2015, cu un șut de la distanță.
La 9 mai 2018 a jucat pentru echipa Slaviei Praga care a câștigat finala Cupei Cehiei din sezonul 2017-2018 împotriva Jablonei.

## La națională
La tineret, el a jucat pentru Cehia sub 20 și sub 21 de ani. Zmrhal a primit prima sa convocare la naționala mare a Cehiei pentru meciurile de calificare la Campionatul Mondial din 2018 împotriva Germaniei și Azerbaidjanului din octombrie 2016. A debutat pe 11 octombrie 2016 împotriva Azerbaidjanului. A înscris primul gol în cel de-al doilea meci jucat pentru națională, într-o victorie acasă cu 2-1 împotriva Norvegiei în grupa de calificare la Campionatul Mondial.

## Titluri

### Slavia Praga
- Cupa Cehiei: 2017-2018